# کیالد نویس
کیالد نویس (انگلیسی: Kjeld Nuis؛ زادهٔ ۱۰ نوامبر ۱۹۸۹) اسکیت‌باز سرعت اهل هلند است.